# Pokédex

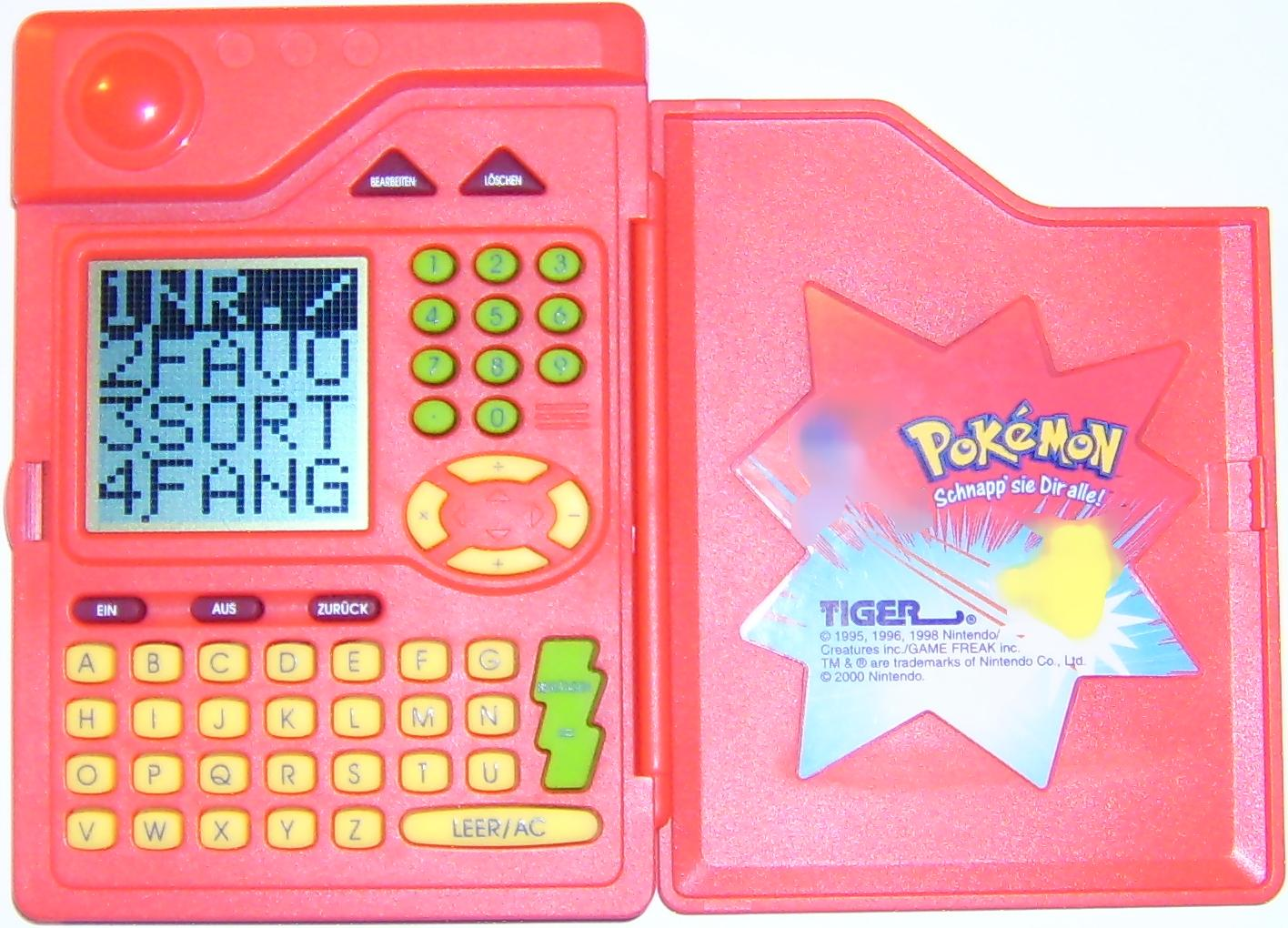
Pokédex výrobce Tiger Electronics

Pokédex (japonsky ポケモン図鑑|ポケモン図鑑), složenina slov pokémon a index, je softwarový nástroj v japonských videohrách společnosti Nintendo s tématem pokémon (Pokémon Red & Blue a další), který se při hraní hry spouští automaticky nebo pomocí nabídky. Hru brzy následuje stejnojmenný dětský kodomo anime seriál a komiks (manga) v nichž se pokédex mění na malé elektronické zařízení, jež se pohodlně vejde do kapsy, kde slouží nejen jako elektronická encyklopedie pokémonů, ale i jako průkaz totožnosti. Hráči hry nebo hrdinovi seriálu poskytuje data o pokémonech s nimiž přišel do styku. Informaci (obrazovou i zvukovou) získá nezávisle na tom, zda dotyčného pokémona před tím viděl či neviděl. Kdykoli je nový pokémon chycen, pokédex automaticky zaregistruje jeho výšku, váhu, typ, úroveň a přidá krátký popis.
Úspěchu fenoménu pokémon využívá americká společnost Tiger Electronics (výrobce Furbyho), která na Vánoce 1999 uvádí na trh hračku — „opravdový“ pokédex. Hra je menší a tenčí než GameBoy, ale neobsahuje nic jiného než elektronický rejstřík pokémonů ze hry Pokémon Red & Blue (150 pokémonů) včetně výšky, váhy, seznamu útoků, a popisu jednotlivých pokémonů. Tiger pokédex může sloužit též jako kalkulačka. V následujících letech podobné pokédexy začínají vyrábět i další společnosti, např. Hasbro či Jakks Pacific. Na rozdíl od her společnosti Nintendo, které jsou určeny pro hráče od šesti let jsou tyto pokédexy prodávány pro hráče od čtyř let. Další rozdíl je v ceně. Zatímco Pokémon Diamond & Pearl Pokédex stojí 8 dolarů, jen samotná hra (bez herní konzole) Pokémon Diamond pro Nintendo DS stojí 35 dolarů.
V reálném světě bývá pokédexem nazýván nejčastěji jakýkoli seznam pokémonů umístěný na internetu na oficiálních či fandovských stránkách nebo v papírové podobě např. v příručce ke hře, který slouží k jednoznačné identifikaci konkrétních pokémonů.
Protože do každé nové generace hry společnost Nintendo vždy vložila novou oblast (region), kde se nacházejí noví či rozdílní pokémoni, přísluší ke každé generaci hry i různé regionální pokédexy. Tyto pokédexy tedy zohledňují informaci, zda se daný pokémon v konkrétní oblasti (v konkrétní generaci her) vyskytuje či nevyskytuje.
V současné době existuje pět generací her a jim odpovídá pět regionálních pokédexů:
- Kanto, hry Pokémon Red/Blue/Yellow, celkem ve hře 151 pokémonů (v seznamu pokémonů č. 1–151)[14]
- Johto, hry Gold/Silver, Crystal, celkem ve hře 251 pokémonů (100 nových v seznamu pokémonů č. 152–251),[15] HeartGold/SoulSilver, celkem ve hře 256 pokémonů
- Hoenn, hry Ruby/Sapphire, Emerald, celkem ve hře 234 pokémonů (135 nových v seznamu pokémonů č. 252–386)[16]
- Sinnoh, hry Diamond/Pearl, celkem ve hře 151 pokémonů (107 nových v seznamu pokémonů č. 387–493),[17] Platinum, celkem ve hře 210 pokémonů
- Unova, (jap. Isshu), hry Black/White, celkem ve hře 156 nových pokémonů (v seznamu pokémonů č. 494–649),[18] Black 2/White 2, celkem ve hře 301 pokémonů

V případě, kdy je potřeba, mimo uvedené generace her, označit kteréhokoli pokémona jednoznačným číslem, používá se tzv.
- Národní pokédex (v seznamu pokémonů první sloupec)

Konkrétní pokémon může mít v různých regionálních pokédexech stejná i, což je častější, různá evidenční čísla nebo se v daném pokédexu nemusí vyskytovat vůbec. Např. Goldeen má v pokédexu Johto i Sinnoh číslo 78, ale v Kanto 118 a v Hoenn 50. Pokémon Treecko je se nachází jen v regionu Hoenn, kde má číslo 1. Seznam všech pokémonů první až páté generace a jejich přiřazení k pěti regionálním i k národnímu pokédexu je uveden v seznamu pokémonů.
V anime seriálu v oblasti Kanto a Johto je pokédex (myšleno zařízení, které používá hrdina anime) přezdívané Dexter, v oblasti Hoenn a Sinnoh je pojmenováno Dextette.